# ادفع واستلم (بيع الجملة)

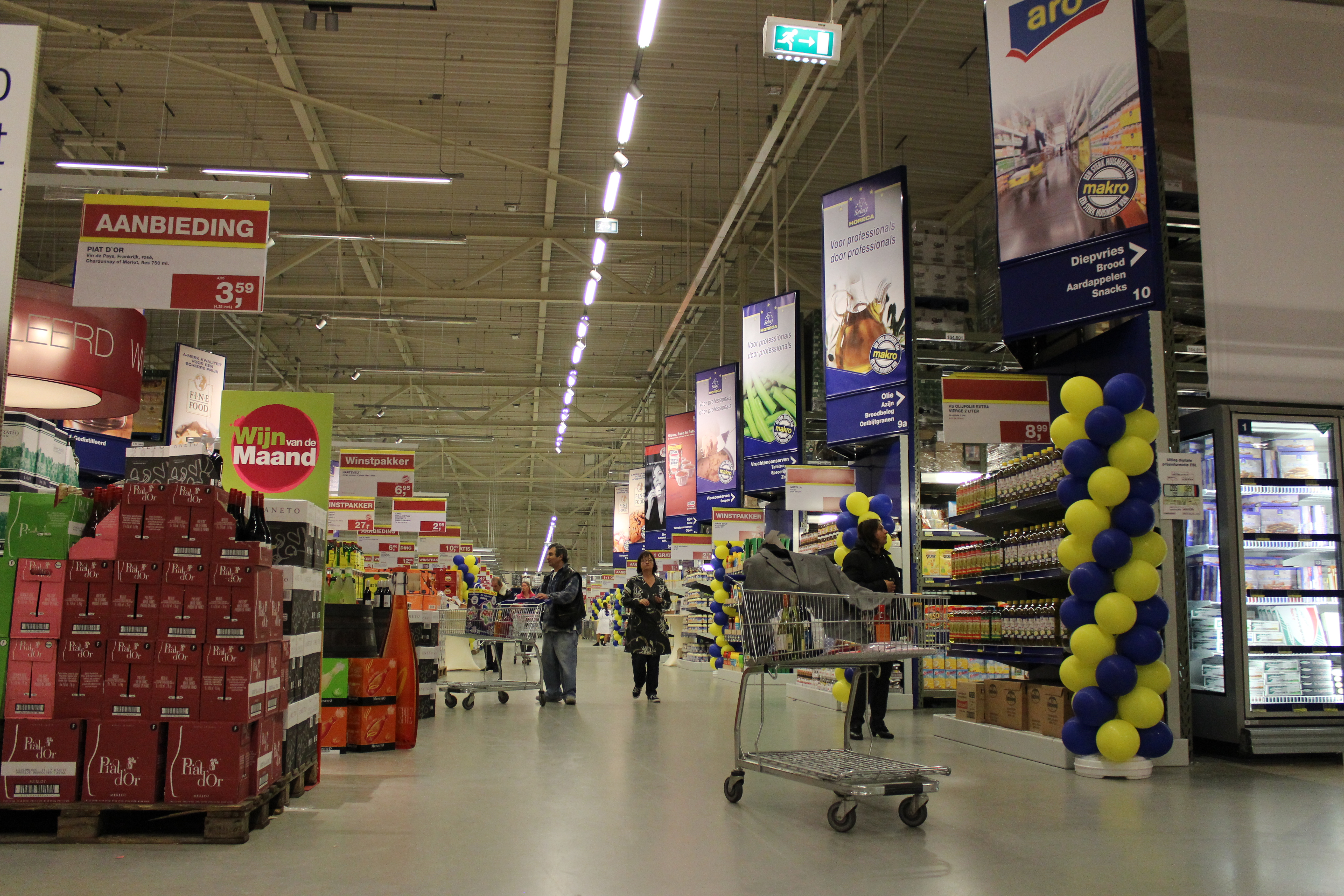
متجر بيع بالجملة في هولندا.

«الدفع نقداً والتسليم فوراً» بالجملة تمثل نوعًا من العمليات داخل قطاع البيع بالجملة.

## ملخص
يتم تلخيص الميزات الرئيسية لـ «ادفع واستلم» بشكل أفضل من خلال التعريفات التالية:
- «ادفع واستلم» هو شكل من أشكال التجارة حيث يتم بيع البضائع من مستودع بالجملة يتم تشغيله إما على أساس الخدمة الذاتية أو على أساس معاينة المنتج (مع اختيار العميل عينات محدد من السلع باستخدام نظام طلب يدوي أو محوسب) أو مزيج من الاثنين.
- يقوم العملاء (تجار التجزئة، والمستهلكون المهنيون، ومتعهدو الطعام، وما إلى ذلك) بتسوية الفاتورة نقدًا وحمل البضائع بأنفسهم.
- توجد فروق ذات دلالة إحصائية بين المبيعات «الكلاسيكية» في مرحلة البيع بالجملة وتاجر الجملة لـ «ادفع واستلم»: يقوم العملاء بترتيب نقل البضائع بأنفسهم ودفع ثمن البضائع نقداً، بدلاً من الائتمان.[1]
- عادةً ما يقتصر الوصول إلى هذا النوع من البيع على مشغلي الأعمال التجارية الذين يتصفون بحسن النية، ولا يُسمح لعامة الناس بالقيام بذلك.

على الرغم من أن تجار الجملة يشترون في المقام الأول من الشركات المصنعة ويبيعون في الغالب لتجار التجزئة والمستهلكين والمستخدمين الصناعيين وتجار الجملة الآخرين، إلا أنهم يؤدون أيضًا العديد من وظائف القيمة المضافة. تاجر الجملة، وهو وسيط، يستخدم على أساس مبادئ التخصص وتقسيم العمل وكذلك الكفاءة التعاقدية.
في سياق البيع بالتجزئة، يكون للمصطلح معنى مشابه: يدفع العملاء نقدًا مقابل البضائع التي يشترونها (لا يقدم بائع التجزئة خدمة الدفع ببطاقات الائتمان) ويحمل المستهلك بنفسه (لا يقدم بائع التجزئة خدمة التوصيل سواءاً كانت للمستهلكين أو غيرهم من العملاء).
يشير الكتاب المدرسي الأول عن البيع بالجملة - مبادئ وممارسات البيع بالجملة (1937) من تأليف بيكمان وإنجل إلى أنه «خلال حقبة التغيير السريع في مجال البيع بالجملة التي بدأت في منتصف العشرينيات من القرن الماضي، تم افتتاح دار البيع بالجملة للدفع نقداً والتسليم فوراً. .» 
تم اعتماد لورانس باتلي على نطاق واسع باعتباره المنشئ لهذا المفهوم في المملكة المتحدة. ومع ذلك، يشير البحث الذي أجراه الدكتور جيم كوين في كلية ترينيتي في دبلن حول تطور بيع البقالة بالجملة في أيرلندا إلى أن التقرير الأول عن النقد والحمل في المملكة المتحدة كان في يونيو 1957 عندما أعلن متجر ذا قروسر أن مستودعًا للدفع والاستلام قد تم افتتاحه في رامسجيت بواسطة ڤاي آند سن وهي شركة تابعة لمجموعة هوم آند كنوليل. كانت الخدمة الجديدة تسمى وايزأواي وتم تطوير مجموعة من العلامات التجارية الخاصة بها. في أبريل 1958، افتتحت شركة باتلي آند كول.. من هدرسفيلد، مستودعًا حديثًا لـ «ادفع واستلم» بمساحة 30 ألف قدم مربع وهو الأكبر من نوعه حتى الآن.